# Niels Clemmensen
Niels Thøger Clemmensen (* 27. Februar 1900 in Kopenhagen; † 25. Mai 1950 ebenda) war ein dänischer Komponist und Pianist.
Der Sohn des Journalisten Christian Algast Clemmensen studierte bis 1924 am Königlichen Konservatorium in Kopenhagen. Seit den 1930er Jahren komponierte er Schauspielmusiken (u. a. Fra Kap til Kronborg, 1930, Union Jack, 1931) und Filmmusiken (Paustians Uhr, 1932, Naar man kun er ung, 1943, De tre skolekammerater, 1944, Røverne fra Rold, 1947). Außerdem vertonte er Gedichte von Hans Hartvig Seedorff Pedersen (u. a. Den er fin med kompasset, 1930 und Tjin-Tjin-Juanita, 1930) und Sigfred Pedersen (u. a. Katinka, Katinka, 1936 und Søren Bramfris lærkesang, 1940). Clemmensens Bruder war der Journalist Carl Henrik Clemmensen.